# Selo (Ajdovščina)
Selo é uma vila localizada no município de Ajdovščina na Eslovênia. Possuía uma população estimada de 483 habitantes em 2020.